# Goosebumps
«Goosebumps» (укр. Дрижаки) — серія дитячих книг-жахів дитячого письменника Роберта Лоуренса Стайна.
Загалом у серії налічується 62 книги, видані у США з 1992 (Ласкаво просимо до мертвого дому) по 1997 рік (Кров монстра IV). Українською серія не перекладалася та в Україні не видавалася. Переклад українською анонсували у видавництві «А-БА-БА-ГА-ЛА-МА-ГА».
- Як вбити монстра
- Помста Садових Гномів
- Ласкаво просимо до мертвого дому